# Bozhinov Glacier
Bozhinov Glacier är en glaciär i Antarktis. Den ligger i Västantarktis. Argentina, Chile och Storbritannien gör anspråk på området. Bozhinov Glacier ligger 827 meter över havet.
Terrängen runt Bozhinov Glacier är huvudsakligen bergig, men västerut är den kuperad. En vik av havet är nära Bozhinov Glacier västerut. Trakten är obefolkad. Det finns inga samhällen i närheten. 